# Lễ trao giải phim truyền hình KBS 2014
Lễ trao giải phim truyền hình KBS 2014 (tiếng Hàn: KBS 연기대상) là một buổi lễ vinh danh những diễn viên có thành tích xuất sắc trên kênh truyền hình Korean Broadcasting System (KBS) trong năm 2014. Nó được tổ chức vào 31 tháng 12 năm 2014 và dẫn chương trình bởi diễn viên Kim Sang-kyung, Park Min-young và Seo In-guk.

## Đề cử và chiến thắng
(Người chiến thắng được viết in đậm)
| Giải thưởng lớn (Daesang) | Giải thành tựu |
| --- | --- |
| - Yoo Dong-geun - Gia đình kỳ quặc, Jeong Do-jeon | - Kim Ja-ok |
| Nam diễn viên xuất sắc hàng đầu | Nữ diễn viên xuất sắc hàng đầu |
| - Cho Jae-hyun - Jeong Do-jeon - Eric Mun - Discovery of Love - Kang Ji-hwan - Big Man - Kim Sang-kyung - Gia đình kỳ quặc - Lee Joon-gi - Phát súng hận thù - Yoo Dong-geun - Gia đình kỳ quặc, Jeong Do-jeon | - Kim Hyun-joo - Gia đình kỳ quặc - Jang Seo-hee - Hai người mẹ - Jung Yu-mi - Discovery of Love - Kim Hee-sun - Wonderful Days - Nam Sang-mi - Phát súng hận thù - Youn Yuh-jung - Wonderful Days                                                                                                  |
| Nam diễn viên xuất sắc (phim truyền hình ngắn) | Nữ diễn viên xuất sắc (phim truyền hình ngắn) |
| - Eric Mun - Discovery of Love - Choi Daniel - Big Man - Joo Won - Cantabile Tomorrow - Kang Ji-hwan - Big Man - Sung Joon - Discovery of Love | - Jung Yu-mi - Discovery of Love - Jung Eun-ji - Người tình nhạc Trot - Lee Da-hee - Big Man - Shim Eun-kyung - Cantabile Tomorrow - Shin Se-kyung - Blade Man |
| Nam diễn viên xuất sắc (phim truyền hình vừa) | Nữ diễn viên xuất sắc (phim truyền hình vừa) |
| - Lee Joon-gi - Phát súng hận thù - Ji Chang-wook - Healer - Kim Hyun-joong - Inspiring Generation - Kim Kang-woo - Golden Cross - Seo In-guk - The King's Face - Yoo Ji-tae - Healer | - Nam Sang-mi - Phát súng hận thù - Park Min-young - Healer - Im Soo-hyang - Inspiring Generation - Jo Yoon-hee - The King's Face - Lee Si-young - Golden Cross |
| Nam diễn viên xuất sắc (phim truyền hình dài) | Nữ diễn viên xuất sắc (phim truyền hình dài) |
| - Kim Sang-kyung - Gia đình kỳ quặc - Park Yeong-gyu - Jeong Do-jeon - Cho Jae-hyun - Jeong Do-jeon - Lee Seo-jin - Wonderful Days - Ok Taecyeon - Wonderful Days - Yoo Dong-geun - Gia đình kỳ quặc, Jeong Do-jeon | - Kim Ji-ho - Wonderful Days - Jo Yang-ja - Hometown Over the Hill 2 - Kim Hee-sun - Wonderful Days - Kim Hyun-joo - Gia đình kỳ quặc - Yang Hee-kyung - Gia đình kỳ quặc |
| Nam diễn viên xuất sắc (phim truyền hình hằng ngày) | Nữ diễn viên xuất sắc (phim truyền hình hằng ngày) |
| - Choi Jae-sung - Single-minded Dandelion - Kang Eun-tak - Land of Gold - Kim Heung-soo - Sweet Secret - Hwang Dong-joo - Hai người mẹ - Hyun Woo - My Dear Cat - Park Jung-chul - Angel's Revenge | - Choi Yoon-young - My Dear Cat - Shin So-yul - Sweet Secret - Jang Seo-hee - Hai người mẹ - Kang Ye-sol - Land of Gold - Kim Ga-eun - Single-minded Dandelion - Yoon So-yi - Angel's Revenge |
| Nam diễn viên xuất sắc trong một cảnh/đặc biệt/phim ngắn | Nữ diễn viên xuất sắc trong một cảnh/đặc biệt/phim ngắn |
| - Jo Dal-hwan - Phim truyện đặc biệt "Repulsive Love" - Ahn Jae-mo - Phim truyện đặc biệt "Vengeful Spirit" - Han Joo-wan - Phim truyện đặc biệt "The Tale of the Bookworm" - Oh Jung-se - Phim truyện đặc biệt "I'm Dying Soon" - Seo Jun-young - Phim truyện đặc biệt "The Dirge Singer" - Yeon Joon-seok - Phim truyện đặc biệt "Monster" | - Kim So-hyun - Phim truyện đặc biệt "We All Cry Differently" - Kim Yoo-jung - Phim truyện đặc biệt "The Dirge Singer" - Lee Yeol-eum - Phim truyện đặc biệt "Middle School Student A" - Park Eun-hye - Phim truyện đặc biệt "Vengeful Spirit" - Woo Hee-jin - Phim truyện đặc biệt "Playing Games" |
| Nam diễn viên phụ xuất sắc | Nữ diễn viên phụ xuất sắc |
| - Shin Sung-rok - Người tình nhạc Trot, The King's Face - Cho Jin-woong - The Full Sun - Im Ho - Jeong Do-jeon - Ryu Seung-soo - Wonderful Days - Yu Oh-seong - Phát súng hận thù | - Han Eun-jung - Golden Cross - Lee Chae-young - Hai người mẹ - Jeon Hye-bin - Phát súng hận thù - Jin Kyung - Wonderful Days, Phim truyện đặc biệt "The Girl Who Became a Photo" - Son Dam-bi - Gia đình kỳ quặc                                                                                   |
| Nam diễn viên mới xuất sắc | Nữ diễn viên mới xuất sắc |
| - Park Hyung-sik - Gia đình kỳ quặc - Seo In-guk - The King's Face - Park Bo-gum - Cantabile Tomorrow, Wonderful Days - Seo Kang-joon - Gia đình kỳ quặc - Son Ho-jun - Người tình nhạc Trot, The Full Sun - Yoon Hyun-min - Inspiring Generation, Discovery of Love                                                                         | - Kim Seul-gie - Discovery of Love, Phim truyện đặc biệt "I'm Dying Soon" - Nam Ji-hyun - Gia đình kỳ quặc - Jung Eun-ji - Người tình nhạc Trot - Kim Ga-eun - Single-minded Dandelion, Phát súng hận thù - Shin So-yul - Sweet Secret, Phim truyện đặc biệt "Playing Games"                        |
| Nam diễn viên trẻ xuất sắc | Nữ diễn viên trẻ xuất sắc |
| - Kwak Dong-yeon - Inspiring Generation, Phim truyện đặc biệt "Middle School Student A" - Choi Kwon-soo - Wonderful Days - Jung Jae-min - Land of Gold - Jung Yoo-geun - Blade Man - Jung Yun-seok - Jeong Do-jeon | - Ahn Seo-hyun - Single-minded Dandelion - Hong Hwa-ri - Wonderful Days - Joo Da-young - Wonderful Days - Kim Sae-ron - Hi! School-Love On - Kim Hyun-soo - Phát súng hận thù - Park Ha-young - Land of Gold                                                                                        |
| Giải PD | Nhà văn xuất sắc |
| - Cho Jae-hyun - Jeong Do-jeon | - Jung Hyun-min - Jeong Do-jeon - Kang Eun-kyung - Gia đình kỳ quặc |
| Netizen Award, Actor | Netizen Award, Actress |
| - Eric Mun - Discovery of Love | - Jung Yu-mi - Discovery of Love |
| Nam diễn viên nổi tiếng | Nữ diễn viên nổi tiếng |
| - Ji Chang-wook - Healer - Joo Won - Cantabile Tomorrow | - Jung Eun-ji - Người tình nhạc Trot - Lee Da-hee - Big Man |
| Giải cặp đôi đẹp nhất | |
| - Eric Mun và Jung Yu-mi - Discovery of Love - Ji Chang-wook và Park Min-young - Healer - Kim Sang-kyung và Kim Hyun-joo - Gia đình kỳ quặc - Lee Joon-gi và Nam Sang-mi - Phát súng hận thù - Park Hyung-sik và Nam Ji-hyun - Gia đình kỳ quặc                                                                                              | |

## Liên kết
- http://www.kbs.co.kr/drama/2014award/ Lưu trữ ngày 6 tháng 10 năm 2017 tại Wayback Machine